# Tupolev Tu-142

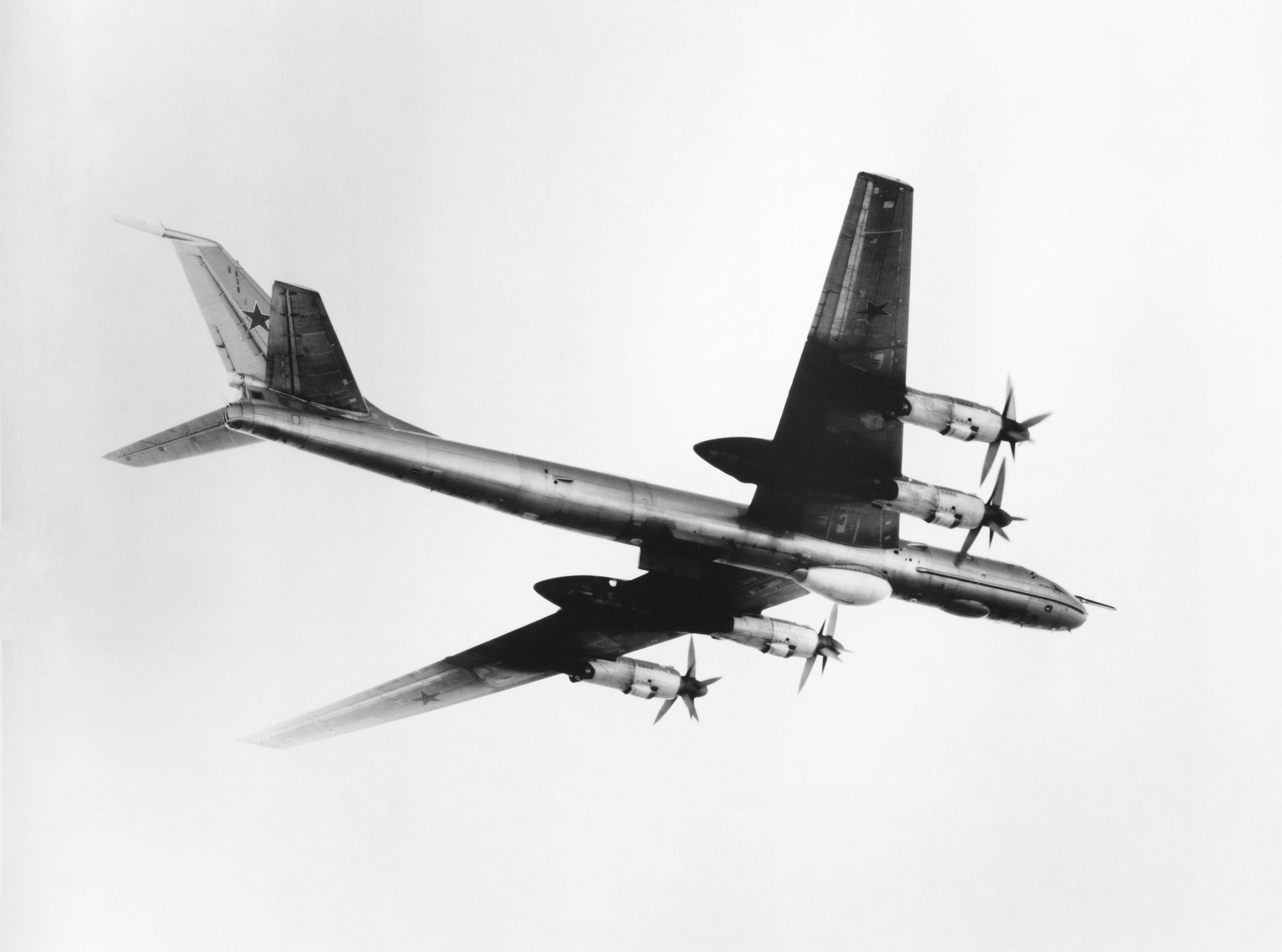
Um Tupolev TU-142 soviético.

O Tupolev TU-142 (Designação NATO: Bear F/J) é um avião de patrulha marítima  da ex-União Soviética.
O Tupolev Tu-142 surgiu como uma variante do Tu-95 da Força Aérea russa, destinando-se à função de reconhecimento marítimo para a AV-MF. Ambos os modelos, contudo, são conhecidos no Ocidente pela designação Bear (Urso). Acredita-se que os primeiros Bears da aviação da Marinha (AV-MF) tenham sido utilizados para testar o potencial do modelo em reconhecimento marítimo e em tarefas como ASW, ECM/ESM e orientação de mísseis cruise. O Bear B entrou em serviço em 1961, mas somente em agosto de 1967 foi identificada uma versão específica para a AV-MF, quando navios quebra-gelo da Guarda Costeira norte-americana (US Cost Guard) fotografaram vários desses gigantescos Tupolev, voando sobre o Ártico. Os aviões não eram idênticos, mas tinham muitos detalhes comuns e receberam da OTAN o codinome Bear D. Convertidos do Bear A, suas características incluíam uma sonda de reabastecimento no nariz, radar de navegação e de lançamento de armas (conhecido na OTAN como Short Horn) e um grande radomo para o radar Big Bulge, de busca na superfície. Casulos aerodinâmicos na ponta dos estabilizadores alojam antenas de comunicação. Alguns Tupolev não possuem a torreta na cauda, tendo no lugar um grande radomo associado, semelhante ao Tu-126, com equipamentos especializados de vigilância. A principal função do Bear D é localizar alvos e transmitir dados a navios a longa distância, armados com mísseis cruise. O Bear E é uma autêntica variante de reconhecimento marítimo, semelhante ao Bear A, utilizando o compartimento de bombas para transportar seis ou sete câmeras ópticas, outros sensores e combustível extra. O Bear F é uma versão ASW, com armas ofensivas, vista pela primeira vez em 1970.

## Variantes
- Tu-142
- Tu-142M
- Tu-142MK
- Tu-142MK-E
- Tu-142MZ
- Tu-142MZ-K
- Tu-142MP
- Tu-142MR
- Tu-142LL

## Utilizadores
- Índia - a Marinha Indiana possui oito Tu-142MKEs.
- Rússia - a Aviação Naval Russa opera quinze Tu-142.

Ex-operadores
- União Soviética
- Ucrânia